# Allium rubellum
Allium rubellum — вид трав'янистих рослин родини амарилісові (Amaryllidaceae), поширений у причорноморсько-прикаспійському регіоні.

## Поширення
Поширення: Іран, Казахстан, Північний Кавказ, Закавказзя, Туреччина, Туркменістан.